# Чернишов (възвишение)
Възвишението Чернишо̀в (на руски: Чернышëва гряда) е възвишение в североизточната част на Източноевропейската равнина, разположено на територията на Република Коми и Архангелска област (Ненецки автономен окръг) в Русия. Простира се от югозапад на североизток на протежение около 300 km между река Уса и притоците ѝ Голяма Синя (ляв приток) и Адзва (десен приток) на северозапад и река Уса и притоците ѝ Косю (ляв приток) и Голяма Роговая (десен приток) на югоизток. На юг се свързва с разклоненията на Приполярен Урал, а в средната си част се пресича от река Уса, която го разделя на две части – югозападна и североизточна. Максимална височина 205 m (66°51′23″ с. ш. 60°09′40″ и. д. / 66.856389° с. ш. 60.161111° и. д.), разположена в централния сектор на североизточната му част. Повърхнината му е платообразна. Изградено е от пясъчници и варовици. От него водят началото си множество реки десни притоци на Голяма Роговая и Голяма Синя и леви притоци на Адзва, Косю и Уса. Южната му част е покрита с тайга (смърч, лиственица и бреза), а северните му части са заети от тундрова растителност. Наименувано е в чест на видния руски геолог и палеонтолог Феодосий Чернишов, който през 1907 г. на базата на своите и на други двама изследователи оконтурява границите му.

## Национален Атлас на Русия
- Североизточна част на Европейска Русия[2]